# 1981 في اليونان
فيما يلي قوائم الأحداث التي وقعت خلال عام 1981 في اليونان.

## سياسة

### تعيين في المنصب
- 21 أكتوبر – أندرياس باباندريو Minister for National Defence (Greece) [الإنجليزية]‏، رئيس وزراء اليونان.
- 21 أكتوبر – كارولوس بابولياس نائب وزير الخارجية ‏.

### انتهاء فترة المنصب
- 21 أكتوبر – أندرياس باباندريو Leader of the Official Opposition (Greece) [الإنجليزية]‏.
- 21 أكتوبر – كونستانتين ميتسوتاكيس وزير الخارجية [الإنجليزية]‏.
- 21 أكتوبر – كونستانتينوس ستيفانوبولوس Minister at the Presidency of the Government of Greece ‏.

## الأحداث
- 1 يناير - اليونان تنضم للسوق الأوروبية المشتركة، التي أصبحت فيما بعد الاتحاد الأوروبي.[1]
- 24 فبراير - زلزال بشدة 6.7 درجة يضرب منطقة خليج كورنيث ما أدى إلى مقتل 22 شخص وإصابة 400 آخرين ومخلفاً أضراراً مادية بقيمة 812 مليون دولار.

## مواليد

### فبراير
- 28 فبراير – نيكوس بيتاس لاعب كرة سلة يوناني.

### مارس
- 3 مارس – فاسيليس سيمتساك لاعب كرة سلة يوناني.

### أبريل
- 1 أبريل – أنتونيس فوتسيس

### مايو
- 25 مايو – ميكاليس بيليكانوس لاعب كرة سلة يوناني.

### يونيو
- 4 يونيو – يوركاس سيتاريديس لاعب كرة قدم يوناني.

### أغسطس
- 18 أغسطس – ديميتريس سالبينغيديس لاعب كرة قدم يوناني.
- 26 أغسطس – أندرياس جلينياداكيس لاعب كرة سلة يوناني.
- 26 أغسطس – فانجيليس موراس لاعب كرة قدم يوناني.

### أكتوبر
- 2 أكتوبر – أنجيلوس تساميس لاعب كرة سلة يوناني.
- 29 أكتوبر – غيورغيوس فوتاكيس لاعب كرة قدم يوناني.

### ديسمبر
- 3 ديسمبر – يوانيس أماناتيديس لاعب كرة قدم يوناني.

## وفيات

### أبريل
- 24 أبريل – مارغريتا أميرة اليونان والدنمارك (مواليد 1905)